# Clearc (cònsol 384)
Clearc   (mil·lenni I - valor desconegut) en grec: Κλέαρχος, va ser un polític romà que va ser cònsol de l'Imperi Romà l'any 384 juntament amb Ricomer.

## Biografia
Nascut en una família moderadament pròspera a la regió de Tespròtia, de petit Clearc va rebre classes del filòsof i sofista Nicoles. Traslladat a Constantinoble, el 356 o potser el 357 va visitar Antioquia, i durant aquest període (fins al 363) va ser seguidor de Temisti.
Des del 359, Clearc va ocupar diversos càrrecs desconeguts a Constantinoble, i va ser ascendit a un càrrec superior el 360. És possible que fos nomenat assessor durant aquest període. La seva creixent influència política es va demostrar amb la seva inclusió a l'ambaixada del Senat a Antioquia per saludar el nou emperador Jovià després de la seva ascensió al tron.
Del 363 al 366 dC, Clearc va ser nomenat vicari d'Àsia. El 364 va intervenir per aconseguir l'absolució d'Alexandre d'Heliòpolis, l'antic governador de Síria. El 365 se li va demanar que intervingués en un incident a Perge relacionat amb Metròfanes, el governador de Pamfília. Durant la revolta de Procopi, va romandre lleial a l'emperador Valent i va arriscar la seva vida per donar-li suport. Va criticar el prefecte del pretori, Saluti, acusant-lo de deixadesa en la seva resposta a la crisi. Com a recompensa per la seva lleialtat, Valent possiblement va nomenar Clearc procònsol d'Àsia. Va ocupar aquest càrrec del 366 al 367 dC, durant el qual va aconseguir destituir Saluti del seu càrrec i assegurar el nomenament d'Auxoni al seu lloc. També va poder protegir el filòsof Màxim d'Efes, que havia estat condemnat per enriquir-se il·legalment, alliberant-lo i restituint-li els seus béns.
El següent nomenament de Clearc va ser com a Praefectus urbi de Constantinoble el 372, càrrec que va ocupar durant un any. Durant el seu nomenament, Clearc va dirigir la inauguració de l'aqüeducte de Valent (373), i posteriorment va encarregar un nimfeu maius al Fòrum de Teodosi que s'abastia amb aigua de l'aqüeducte. Va ser nomenat prefecte urbà de Constantinoble per segona vegada, aquesta vegada del 382 al 384 dC. Com a recompensa pels seus serveis, Clearc va ser nomenat cònsol l'any 384. Durant el seu temps com a cònsol, la influència de Clearc sembla haver disminuït i no va ocupar més càrrecs.
Era pagà, i rebia correspondència regular del sofista Libani.